# Gymnomus
Gymnomus är ett släkte av tvåvingar. Gymnomus ingår i familjen myllflugor.
Släktet innehåller bara arten Gymnomus caesius.